# Carl Santner

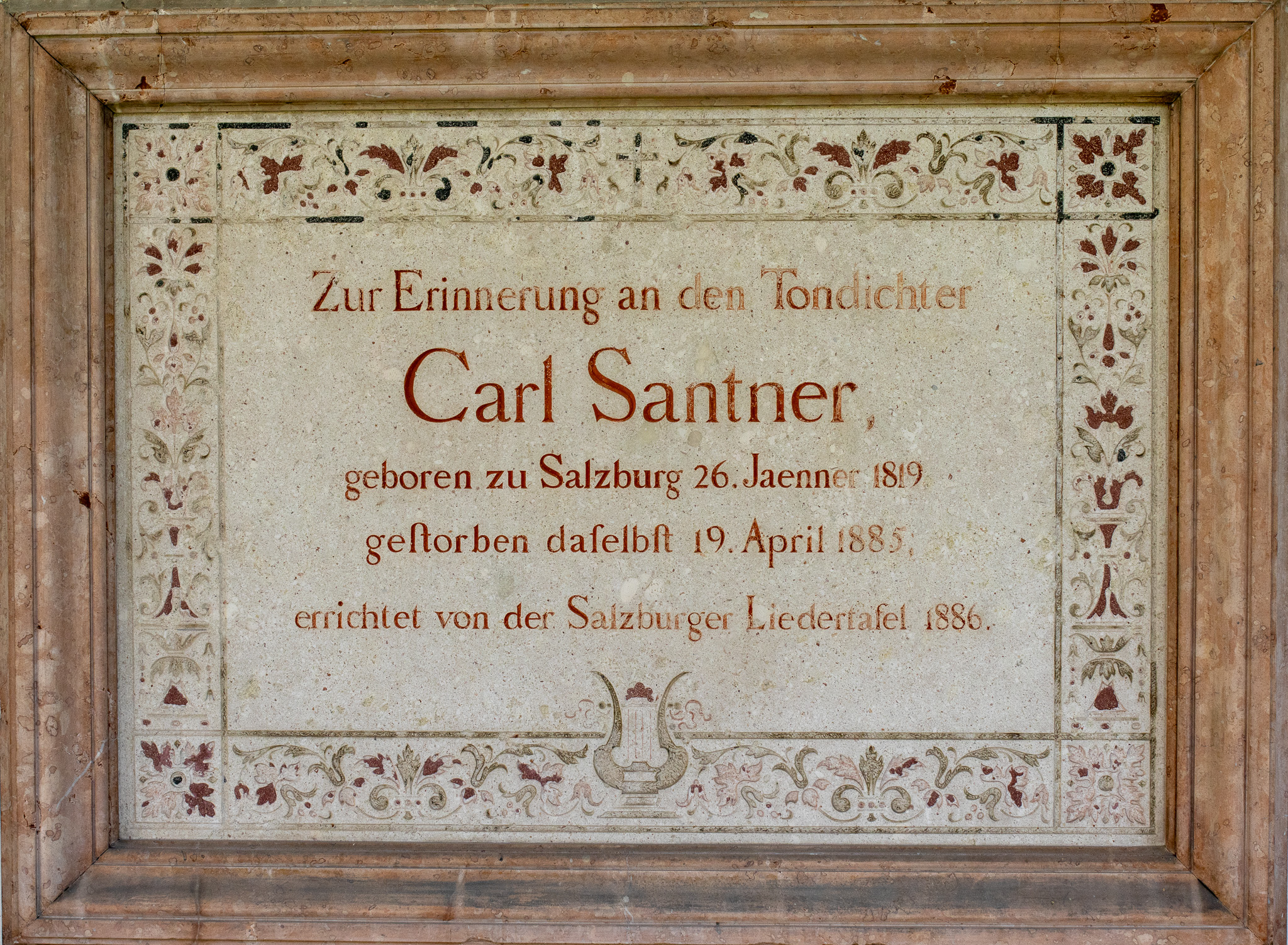
Gedenktafel in der Erzabtei St. Peter (1886)

Carl Santner, auch Karl, (* 26. Januar 1819 in Salzburg; † 19. April 1885 ebenda) war ein österreichischer Justizvollzugsbeamter und Komponist.

## Leben
Carl Santner war in Salzburg Kapellknabe. Er erhielt Musik- und Kompositionsunterricht bei Joachim Fuetsch, einem Leopold-Mozart- und Michael-Haydn-Schüler. Nach dem Schulabschluss in Linz schlug er die Beamtenlaufbahn ein. 1857 wurde er Verwalter der Justizanstalt in Garsten (OÖ); dort begegnete er Robert Führer, der 1859/60 in Garsten inhaftiert war, und vertiefte bei ihm seine Kompositionstechnik. 1866 wurde er Leiter der Jugendstrafanstalt in Suben (OÖ). In beiden Einrichtungen organisierte er Musikunterricht und führte mit den Häftlingen u. a. Messen von Joseph Haydn und W. A. Mozart auf. Zugleich entfaltete er eine intensive eigene kompositorische und musikdidaktische Tätigkeit.
1870 wurde er aus Krankheitsgründen pensioniert und kehrte nach Salzburg zurück. Dort wirkte er in den folgenden fünfzehn Jahren als Chorleiter im Stift St. Peter, als Sekretär des Mozarteums und als Präses des Cäcilienvereins.

## Schaffen
Von Santners Chorwerken erschienen über 100 im Druck. Viele gehörten jahrzehntelang zum festen Repertoire der Gesangvereine im deutschen Sprachgebiet. Seine späteren geistlichen Werke sind dem Stilideal des Cäcilianismus verpflichtet.
Große Verbreitung erlangten sein Handbuch der Tonsetzkunst (1866) und seine Beiträge zur Violintechnik. Seine musikpädagogischen Erfahrungen im Strafvollzug legte er in dem Aufsatz Die Musik als psychologisches Erziehungs- und Heilmittel (1864) nieder.
Santners Feierliches Auferstehungslied „Der Heiland erstand“ ist bis heute regional bekannt und beliebt (Gotteslob Diözesanausgabe Regensburg Nr. 791).